# Bartolomeo di Giovanni

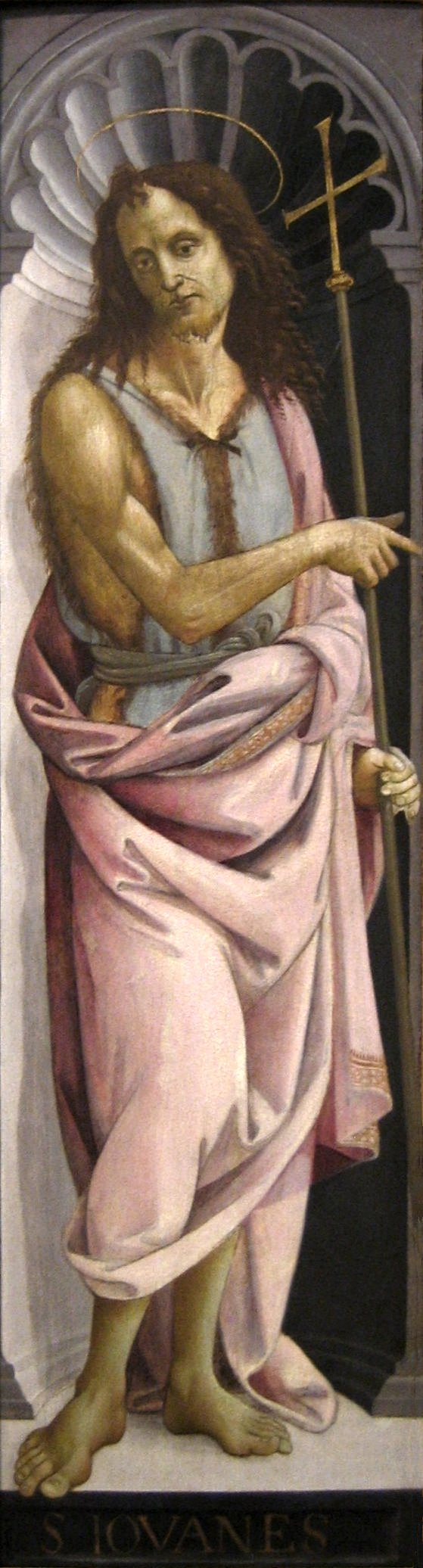
Jean le Baptiste.

Bartolomeo di Giovanni ou  Bartolommeo di Giovanni et même Alunno di Domenico, est un peintre italien de la Renaissance de l'école florentine  qui fut actif à la fin du Quattrocento (de 1480 jusqu'à sa mort en 1501).
Il étudia avec  Domenico Ghirlandaio dont il devint ensuite l'assistant ; il travailla  également sous la direction de Sandro Botticelli.

## Œuvres
- L'Adoration des mages, tondo, California Palace of the Legion of Honor :
- Panneau de prédelle de L'Adoration des mages de Domenico Ghirlandaio (1488)
- Le Baptême du Christ, au Spedale degli Innocenti, Florence.
- Jean le Baptiste, tempera sur panneau (années 1490), Art Gallery of New South Wales.
- Le Cortège de Thétis (1490-1500), bois, 32 × 31 cm, Musée du Louvre. Probable partie antérieure d'un coffre de mariage[1].
- Deux panneaux de prédelle : Maur sauve Placide de la noyade, 32 × 30 cm, et Le Miracle du verre de vin empoisonné, détrempe sur bois, 32 × 31 cm, Musée des Offices, Florence. Les deux autres panneaux dont on ignore la localisation représentaient Saint Benoît délivrant un moine d'une possession démoniaque et Le Miracle de la fiole d'huile[2].
- La Vierge et l'Enfant Jésus, huile sur peuplier, 28 × 193 cm, Palais des beaux-arts de Lille[3].
- La Correction du moine possédé (scène de la vie de saint Benoît), vers 1485, tempera sur bois, 33 × 39,5 cm, collection Alana, Newark (Delaware), États-Unis, acquisition 2002[4]

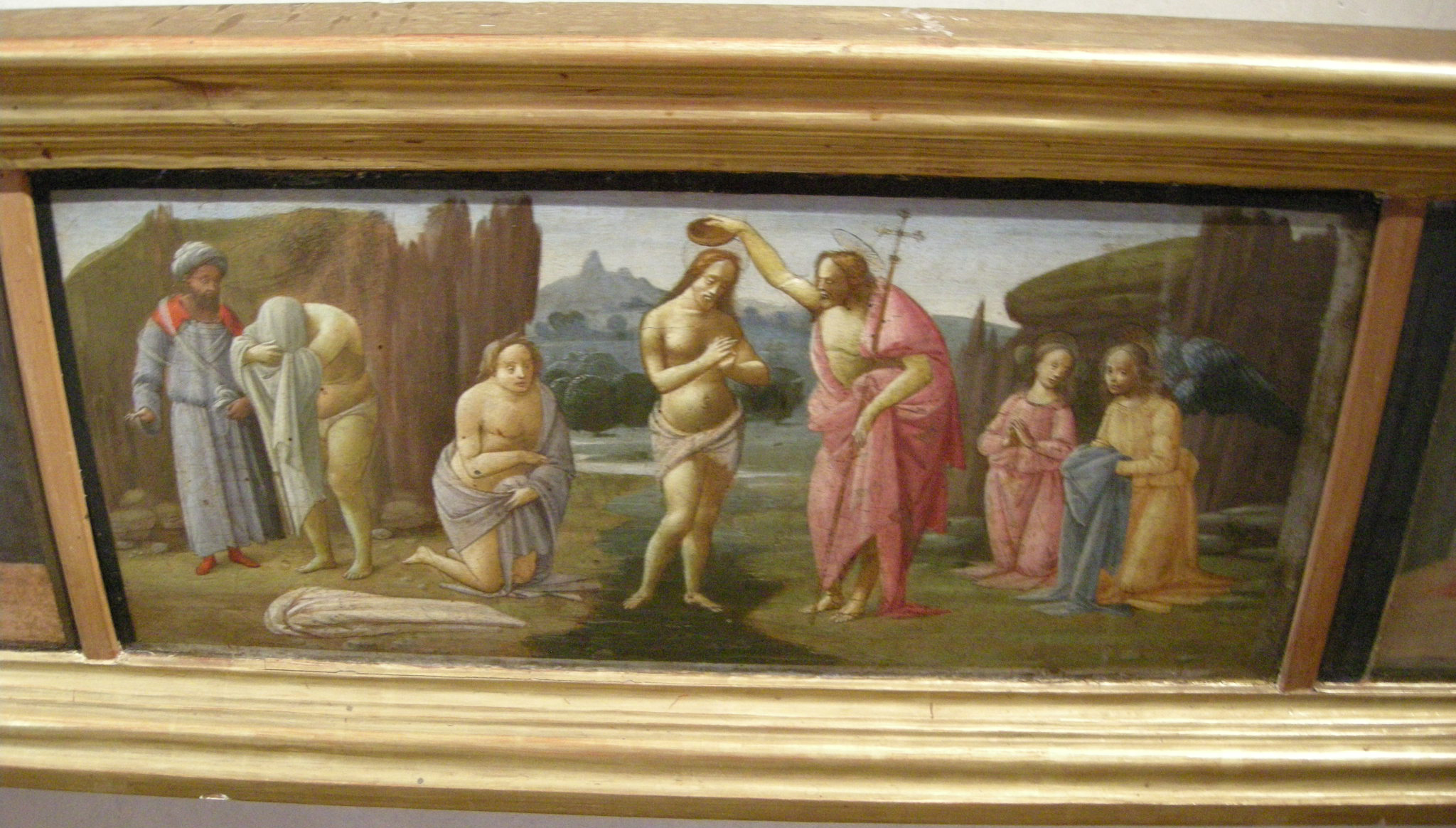
Le Baptême du Christ, panneau de prédelle, Spedale degli Innocenti
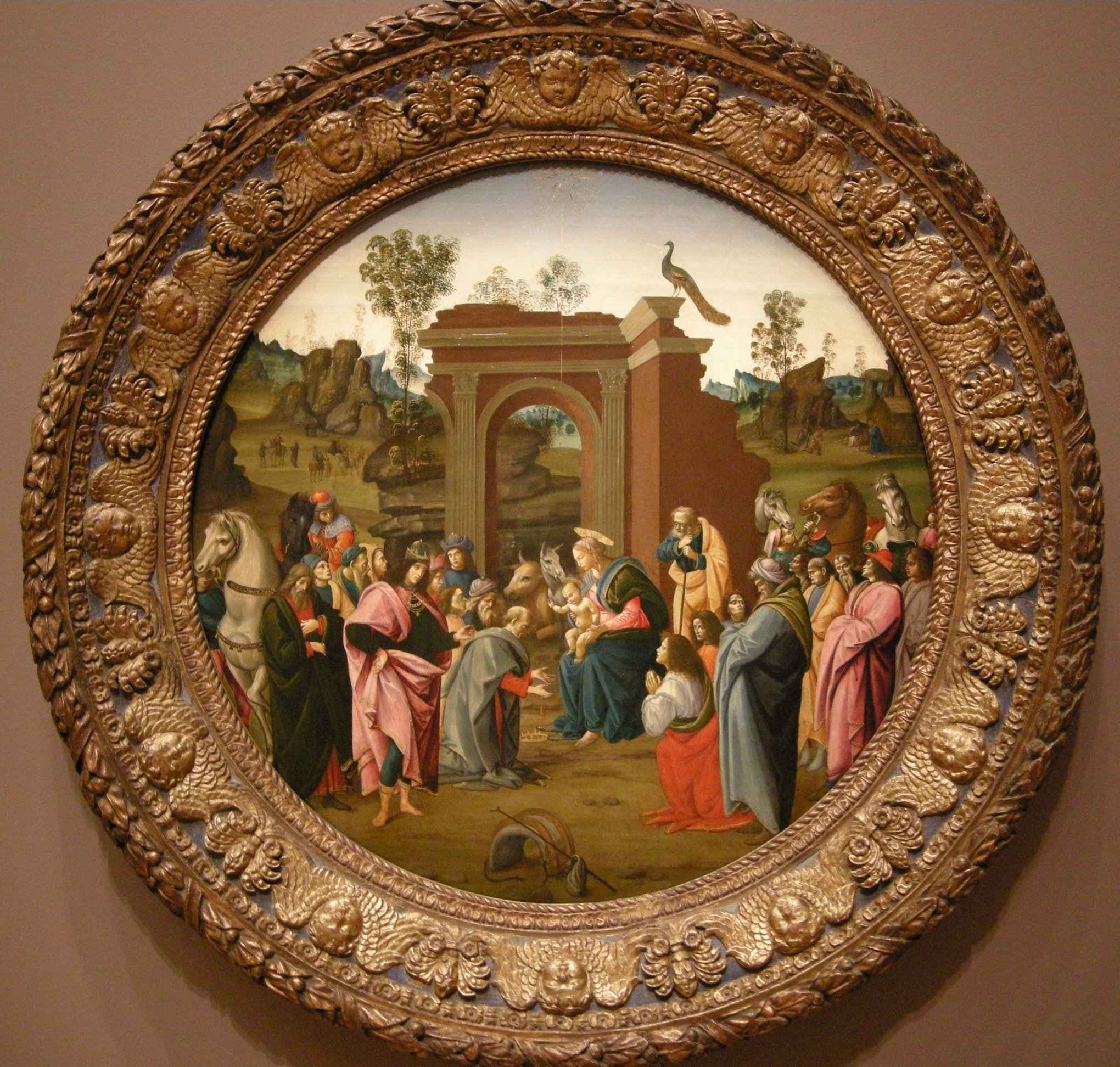
L'Adoration des mages, California Palace of the Legion of Honor
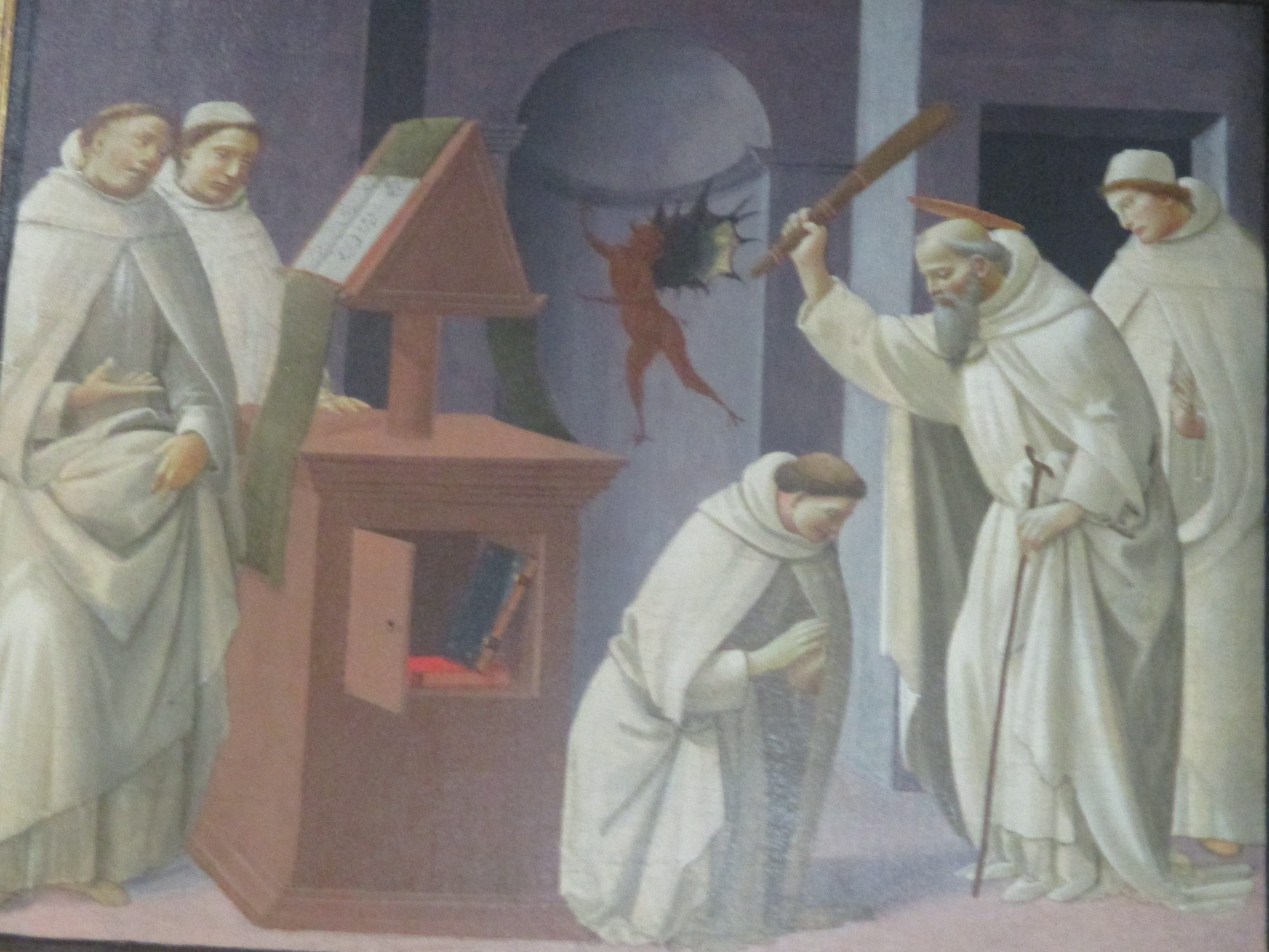
La Correction du moine possédé

## Attribution
Ce peintre fut souvent confondu, pour les attributions des œuvres, avec  le peintre et architecte italien  Baccio da Montelupo (Bartolomeo di Giovanni d'Astore Sinibaldi) (1469-1535), ou même avec  Fra Carnevale (Bartolommeo di Giovanni Corradini).

## Sources
- (en) Cet article est partiellement ou en totalité issu de l’article de Wikipédia en anglais intitulé « Bartolomeo di Giovanni » (voir la liste des auteurs).